# Alambic / Sortie Sud
Albums de Hubert-Félix Thiéfaine
Soleil cherche futur
(1982) Météo für nada
(1986)
Alambic / Sortie Sud est le sixième album d'Hubert-Félix Thiéfaine.
Il est le premier album sans le groupe Machin et le seul où Hubert-Félix Thiéfaine ne signe aucune musique. À la suite d’un accident de moto, il est dans l'incapacité de composer à la guitare et signe donc tous les titres avec Claude Mairet. L'album sort sous le nom de « Thiéfaine/Mairet » et est réalisé par Tony Carbonare.

Il sera certifié disque d'or en France.

## Réception

### Critique
Chronique du disque dans Chanson Magazine n° 13 
Chronique du disque dans le magazine Best n° 199 

## Pistes
Tous les titres sont signés H.F.Thiéfaine/C.Mairet.
| No | Titre                           | Durée |
| -- | ------------------------------- | ----- |
| 1. | Stalag-Tilt                     | 3:55  |
| 2. | Whiskeuses Images Again         | 3:50  |
| 3. | Nyctalopus Airline              | 5:30  |
| 4. | Femme de Loth                   | 3:30  |
| 5. | Buenas Noches, Jo               | 4:50  |
| 6. | Un vendredi 13 à 5.H            | 5:00  |
| 7. | Chambre 2023 (& des poussières) | 6:15  |

## Crédits
- Chant : Hubert-Félix Thiéfaine
- Guitares, basse : Claude Mairet
- Claviers : Thierry Tamain
- Saxophone : Patrick Bourgoin
- Batterie : Alain Gouillard
- Percussions : Dominique Mahut
- Chœurs : Yvonne Jones, Carole Fredericks, Joniece Jamison, Marie Ruggeri, Jacques Mercier, Olivier Constantin, C. Mairet
- Artwork [Pochette] : Docteur Faust

## Certifications
| Pays   | Ventes   | Certification | Date |
| ------ | -------- | ------------- | ---- |
| France | 100 000+ | Or            | 1988 |